# Pedicularis ningjuingensis
Pedicularis ningjuingensis är en snyltrotsväxtart som beskrevs av T. Yamazaki. Pedicularis ningjuingensis ingår i släktet spiror, och familjen snyltrotsväxter. Inga underarter finns listade i Catalogue of Life.